# Estadi Olímpic Universitari
L'Estadi Olímpic Universitari, en castellà: Estadio Olímpico Universitario, és un estadi multiús pertanyent a la Universitat Nacional Autònoma de Mèxic, el segon més gran de Mèxic després de l'Estadi Asteca, situat a Ciutat de Mèxic i construït el 1952. Amb una capacitat actual de 68.954 espectadors fou utilitzat durant els Jocs Olímpics d'Estiu de 1968.

## Història
Es va col·locar la primera pedra del recinte esportiu el 7 d'agost de 1950, sent inaugurat el 20 de novembre de 1952 en una cerimònia encapçalada pel president de Mèxic Miguel Alemán Valdés i el rector de la UNAM Luis Garrido Díaz, en ocasió de la inauguració del conjunt arquitectònic de la ciutat universitària de Mèxic. Pocs dies després va ser testimoni del clàssic universitari de futbol americà entre els pumas de la UNAM i els rucs blancs de l'Instituto Politécnico Nacional, del qual va resultar victoriós els pumas amb un marcador de 20-19.

## Arquitectura i Art

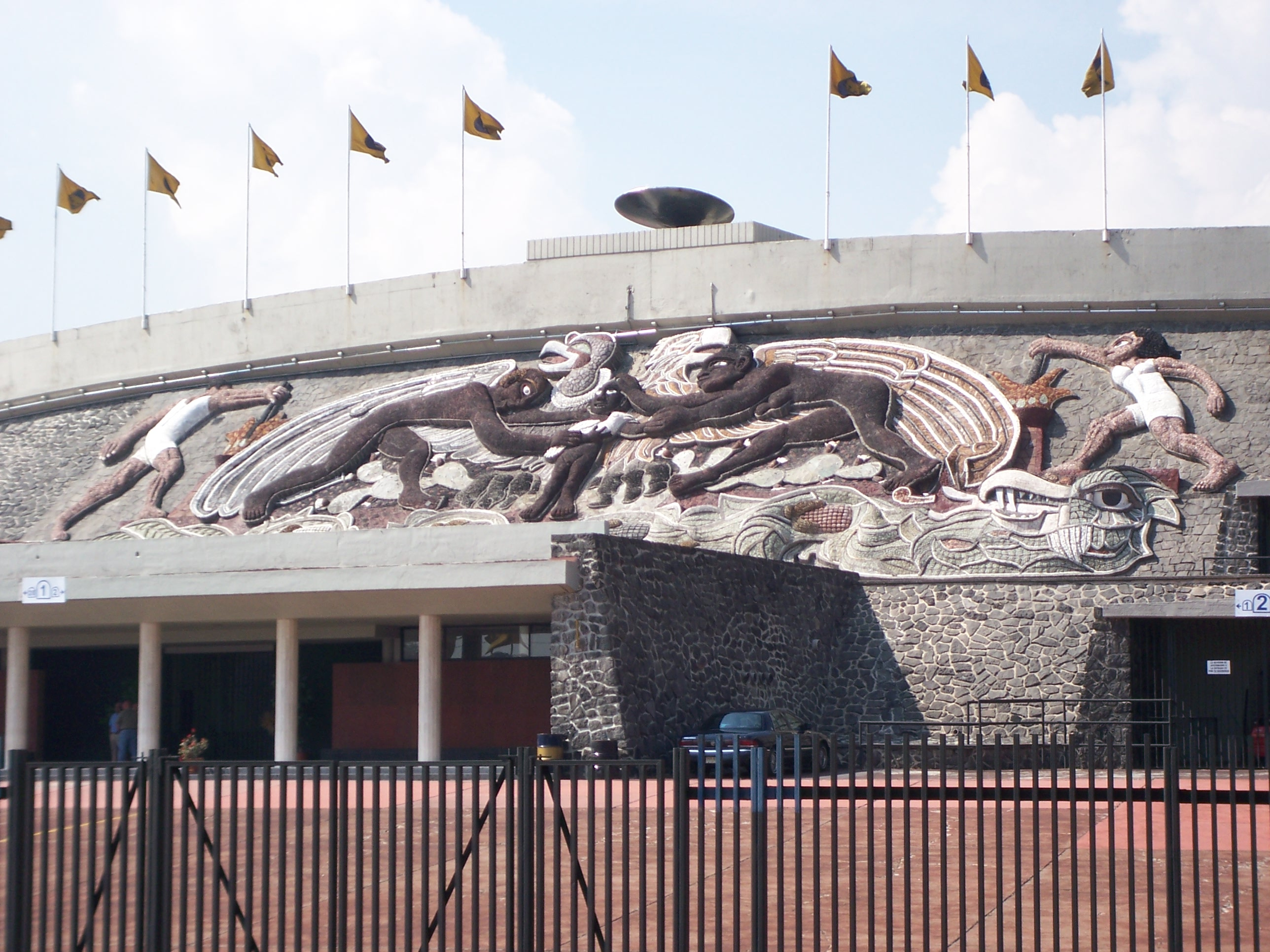
Mural realitzat per Diego Rivera.

L'edifici és obra dels arquitectes Augusto Pérez, Raúl Salines Moro i Jorge Bravo. La idea dels arquitectes va ser la de donar-li a la forma de l'estadi el concepte d'un barret de charro mexicà. L'"Estadi Universitari", nom original del recinte, va ser construït per a la pràctica del futbol americà.
Al costat oriental de l'Estadi Olímpic Universitari, es troba un mural de Diego Rivera, denominat "La Universidad, la familia mexicana, la paz y la juventud deportista" (en català: "La Universitat, la família mexicana, la pau i la joventut esportista"). En la construcció d'aquest relleu en pedres de colors naturals es mostra l'escut universitari. Sota les ales del còndor esteses Rivera va col·locar tres figures que representen a la família: el pare i la mare lliurant el colom de la pau al seu fill. En els extrems es troben dues figures gegantesques que corresponen a uns atletes, un home i una dona, que encenen la torxa del foc olímpic. Una enorme serp, la imatge simbòlica del déu prehispànic Quetzalcóatl, complementa la composició a la part inferior.
Diego Rivera tenia pensat cobrir tota la part exterior de l'estadi amb dissenys semblants a aquest, però la mort de l'artista ho va impedir.
La forma asimètrica de les grades de l'estadi -amb el costat ponent més desenvolupada- accentua el final de la composició del projecte en conjunt de la ciutat universitària, que remata així el seu eix principal.

## Esdeveniments realitzats
El 1968 fou escollit com a seu principal dels Jocs Olímpics d'Estiu de 1968, realitzant-se posteriorment entre els seus murs la Copa del Món de Futbol de 1986. Així mateix s'hi ha celebrat els Jocs Panamericans de les edicions de 1955 i 1975, els Jocs Centroamericans i del Carib de 1954 i 1991 i la Universiada el 1979.

## Inscripció al Patrimoni de la Humanitat
Com a part integrant del Primer Circuit Universitari de la Ciutat Universitària de la UNAM, el 28 de juny de 2007 va ser inscrita per la UNESCO en la llista de llocs que són Patrimoni Cultural de la Humanitat.